# 小早川茂平
小早川 茂平（こばやかわ しげひら）は、鎌倉時代中期の武将で安芸国沼田荘を所領とした鎌倉幕府御家人。父は小早川景平。

## 生涯
建永元年（1206年）、父の景平より所領の安芸国沼田荘を次男の季平とともに分割相続し、同年には沼田小早川氏の本拠となる高山城を築城した。茂平は、この地の開発を積極的に推し進め、その後の小早川氏発展の基礎を作った。
承久3年（1221年）の承久の乱では軍功を挙げ、新たに安芸国都宇竹原荘の地頭職を得る。宝治元年（1247年）から正嘉元年（1257年）には京都に在住し、洛中の警備や六波羅探題の警護を務めた。
後に茂平は長男経平に沼田本庄船木郷（船木氏）を、三男の政景に都宇竹原荘（竹原小早川氏）を、三男忠茂に信濃国水内郡赤川村（赤川氏）を与えて、沼田本庄の多くは嫡男の雅平（沼田小早川氏）にそれぞれ譲った。

## 参考資料
- 今井尭ほか編『日本史総覧』 3（中世 2）、児玉幸多・小西四郎・竹内理三監修、新人物往来社、1984年3月。ASIN B000J78OVQ。ISBN 4404012403。 NCID BN00172373。OCLC 11260668。全国書誌番号:84023599。